# برافيت إنترنت أكسس
برافيت إنترنت أكسس (بالإنجليزية: Private Internet Access)‏هي شركة تابعة للندن ترست ميديا يقع مقرها في دنفر، كولورادو. تمتلك أكثر من 3194 خادمًا في 33 دولة. في جميع أنحاء العالم.

## الشركة
الرئيس التنفيذي لشركة برافيت إنترنت أكسس هو تيد كيم. أسس الشركة أندرو لي في عام 2010. في 18 نوفمبر 2019 أعلن برافيت إنترنت أكسس أنه سيتم دمجه في كابي تكنولوجي، التي تدير خدمتين متنافستين لشبكة شبكة خاصة افتراضية، وهما سيبرغوست و زينمات.

## الخدمات

### تشفير البيانات
بالنسبة للتشفير توفر برافيت إنترنت أكسس معيار التشفير المتقدم 128 أو 256 بت. 256 هو معيار الصناعة الحالي.

### المصادقة
المصادقة تعني التأكد من وصول الشخص المناسب إلى الشبكة. يستخدم برافيت إنترنت أكسس نوعين من المصاقة هما:
سي أتش إيه - 1 وهي تعني خوارزمية تجزئة آمنة. إنه في الأساس مفتاح يستخدم لتشفير الرسائل وفك تشفيرها. يتكون المفتاح من خوارزمية بواسطة كل من المرسل والمتلقي، باستخدام القيم أو البيانات السرية الخاصة بهم. تجزئة لا يمكن التراجع عنها، مما يعني أنه لا يمكنك العمل للخلف للعثور على القيم السرية، وكل تجزئة فريدة من نوعها.
سي أتش إيه - 256 وتحتوي على اثنين أس مائتين وخمسين قوة تجزئة ممكنة. هذا أكثر من تريليون وحتى أكثر من سبتيليون. كلما زاد عدد التجزئات الممكنة، قلت فرصة المخترق لإنشاء نفس التجزئة، بالتلي سي أتش إيه - 256 أكثر أمانًا من سي أتش إيه - 1 .

### دعم بروتوكولات الشبكة الخاصة الافتراضية (في بي إن)
يدعم برافيت إنترنت أكسس أوبن في بي إن و وايرجارد على جميع الأنظمة الأساسية. بالإضافة إلى ذلك، يدعم تطبيق آي أو إس بروتوكول IKEv2.

### الخصوصية والخوادم
يمتلك برافيت إنترنت أكسس مزيجًا جيدًا من المواقع مع خوادم في 78 دولة. وهو رقم أعلى بكثير من المتوسط، وتجدر الإشارة بشكل خاص إلى أن برافيت إنترنت أكسس يضم خوادم متعددة في إفريقيا وأمريكا الجنوبية، وهما منطقتان غالبًا ما تتجاهلهما خدمات شبكة خاصة افتراضية الأخرى. كان لدى برافيت إنترنت أكسس أسطول خوادم يتكون من حوالي 3000 خادم.
أوضح ممثل الشركة أن برافيت إنترنت أكسس لا يحتفظ بسجلات لنشاط المستخدم ولا يستفيد من بيانات المستخدم. تنص سياسة الخصوصية الخاصة بها أيضًا على أنه لن يتم بيع البيانات الشخصية أو تأجيرها.